# Фосфид трипалладия
Фосфи́д трипалла́дия — бинарное неорганическое соединение
палладия и фосфора
с формулой Pd3P,
кристаллы.

## Получение
- Сплавление стехиометрических количеств чистых веществ:

{\displaystyle {\mathsf {3Pd+P\ {\xrightarrow {1047^{o}C}}\ Pd_{3}P}}}

## Физические свойства
Фосфид трипалладия образует кристаллы
ромбической сингонии,
пространственная группа P nma,
параметры ячейки a = 0,5978 нм, b = 0,7442 нм, c = 0,5165 нм, Z = 4.